# Algoritmul lui Thompson
În informatică, algoritmul lui Thompson este un algoritm de transformare a unei expresii regulate într-un automat finit nedeterminist (AFN) echivalent. Acest AFN poate fi folosit pentru a valida șiruri de caractere⁠(d) cu expresia regulată inițială.
Expresiile regulate și automatele finite nedeterministe sunt două reprezentări de limbaje formale. De exemplu, utilitarele de procesare de text⁠(d) utilizează expresiile regulate pentru a descrie căutări după șabloane avansate, dar AFN-urile sunt mai potrivite pentru execuție pe un calculator. Prin urmare, acest algoritm este de interes practic, deoarece poate compila expresii regulate într-un AFN. Din punct de vedere teoretic, acest algoritm face parte din demonstrația faptului că ambele acceptă exact aceleași limbaje, limbajele regulate.
Un AFN poate fi făcut determinist prin construcția prin părți⁠(d) și apoi poate fi minimizat⁠(d) pentru a obține un automat optim corespunzător cu o expresie regulată dată. Cu toate acestea, un AFN poate fi și interpretat direct.

## Algoritmul
Algoritmul se aplică recursiv prin divizarea unei expresii în subexpresiile sale constituente, din care se poate construi AFN-ul folosind un set de reguli. Mai precis, de la o expresie regulată E, automatul obținut A cu ajutorul funcției de tranziție δ respectă următoarele proprietăți:
- A are exact o stare inițială q0, care nu este accesibilă din nicio altă stare. Adică, pentru orice stare q și orice simbol o, {\displaystyle \delta (q,a)} nu conține q0.
- A are exact o stare finală qf, din care nu se poate ajunge în nicio altă stare. Adică, pentru orice simbol a, {\displaystyle \delta (q_{f},a)=\emptyset }.
- Fie c numărul de concatenări ale expresiei regulate E și s numărul de simboluri cu excepția parantezelor — adică |, *, a și ε. Atunci, numărul de stări ale lui A este 2s − c (liniar în dimensiunea lui E).
- Numărul de tranziții care ies din orice stare este de cel mult două.
- Deoarece un AFN cu m stări și cel mult e tranziții de la fiecare stare poate valida un șir de lungime n, într-un timp O(emn), un AFN Thompson poate efectua aplicarea șablonului în timp liniar, presupunând un alfabet de mărime fixă.[2]

### Reguli
Următoarele reguli sunt descrise potrivit Aho et al. (1986), p. 122. N(s) și N(t) sunt AFN-ul asociat subexpresiilor s și, respectiv, t.
Expresia vidă ε este convertită la
Un simbol a din alfabetul de intrare este convertit la
Expresia reuniune (alternanță) s|t este convertită la
Din starea q se trece prin ε fie la starea inițială a lui N(s), fie la cea a lui N(t). Stările lor finale devin stări intermediare în întreg AFN-ul și se reunesc prin intermediul a două ε-tranziții în starea finală al AFN-ului.
Expresia concatenare st este convertită la
Starea inițială a lui N(s) este starea inițială a întregului AFN. Starea finală a lui N(s) devine starea inițială a lui N(t). Starea finală a lui N(t) este starea finală a întregului AFN.
Expresia închidere Kleene s* este convertită la
O ε-tranziție conectează starea inițială și starea finală a AFN-ului cu sub-AFN-ul N(s) dintre ele. O altă ε-tranziție de la starea finală interioară la starea inițială interioară a lui N(s) permite repetarea expresiei s în funcție de operatorul Kleene star.
Expresia paranteză (s) este convertită la N(s).

## Exemplu
Aici se prezintă două exemplu, unul mic și informal doar cu rezultatul, și unul mai mare cu o aplicare pas cu pas a algoritmului.

### Exemplul mic
Imaginea de mai jos arata rezultatul rulării algoritmului Thompson pe expresia (ε|a*b). Ovalul roz oval corespunde lui a, cel turcoaz corespunde lui a*, cel verde corespunde lui b, cel portocaliu corespunde lui a*b, și cel albastru corespunde lui ε.

### Aplicarea algoritmului

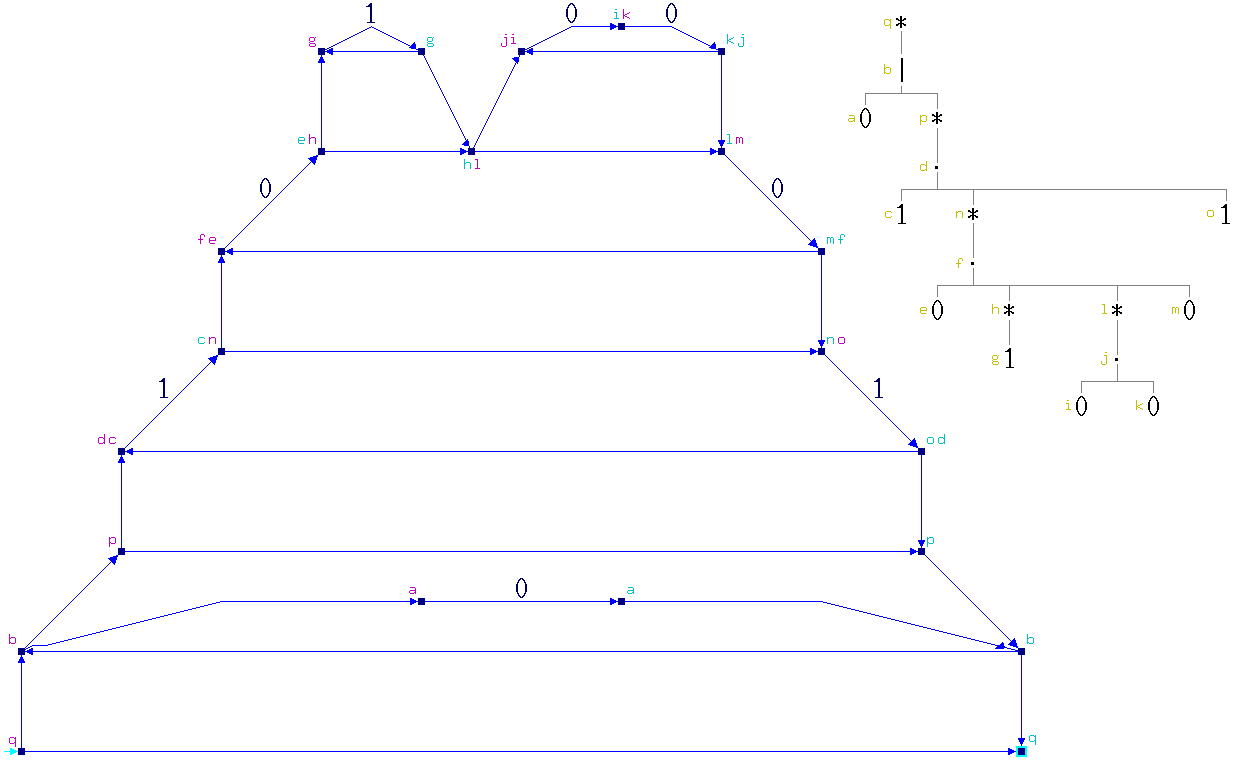
AFN obținut din expresia regulată

Ca un alt exemplu, imaginea arată rezultatul algoritmului Thompson aplicat pe expresia regulată (0|(1(01*(00)*0)*1)*)* care reprezintă un set de numere binare care sunt multipli de 3: { ε, "0", "00", "11", "000", "011", "110", "0000", "0011", "0110", "1001", "1100", "1111", "00000", ... }.
Partea din dreapta sus arată structura logică (arborele de sintaxă) de exprimare, unde "." reprezintă concatenarea (presupusă a avea aritate variabilă); subexpresiile sunt numite a-q pentru referință.
Partea stângă arată automatul finit nedeterminist care rezultă din algoritmul lui Thompson, cu stările entry (inițială) și exit (finală) a fiecărei astfel de subexpresii colorate în magenta și, respectiv, cyan.
ε ca etichetă a tranziției este omis pentru claritate — tranzițiile neetichetate sunt, de fapt, ε-tranziții. Stările de intrare și ieșire corespunzătoare expresiei rădăcină q sunt starea inițială și, respectiv, finală a automatului.
Pașii algoritmului sunt după cum urmează:
| q: | începe conversia expresei închidere Kleene   | începe conversia expresei închidere Kleene   | începe conversia expresei închidere Kleene   | începe conversia expresei închidere Kleene   | începe conversia expresei închidere Kleene   | începe conversia expresei închidere Kleene   | începe conversia expresei închidere Kleene   | începe conversia expresei închidere Kleene   | începe conversia expresei închidere Kleene   | (0\|(1(01*(00)*0)*1)*)* |
|    | b:                                           | începe conversia expresiei reuniune          | începe conversia expresiei reuniune          | începe conversia expresiei reuniune          | începe conversia expresiei reuniune          | începe conversia expresiei reuniune          | începe conversia expresiei reuniune          | începe conversia expresiei reuniune          | începe conversia expresiei reuniune          | 0\|(1(01*(00)*0)*1)*    |
|    |                                              | a:                                           | convertește simbolul                         | convertește simbolul                         | convertește simbolul                         | convertește simbolul                         | convertește simbolul                         | convertește simbolul                         | convertește simbolul                         | 0                       |
|    |                                              | p:                                           | începe conversia expresiei închidere Kleene  | începe conversia expresiei închidere Kleene  | începe conversia expresiei închidere Kleene  | începe conversia expresiei închidere Kleene  | începe conversia expresiei închidere Kleene  | începe conversia expresiei închidere Kleene  | începe conversia expresiei închidere Kleene  | (1(01*(00)*0)*1)*       |
|    |                                              |                                              | d:                                           | începe conversia expresiei concatenare       | începe conversia expresiei concatenare       | începe conversia expresiei concatenare       | începe conversia expresiei concatenare       | începe conversia expresiei concatenare       | începe conversia expresiei concatenare       | 1(01*(00)*0)*1          |
|    |                                              |                                              |                                              | c:                                           | convertește simbolul                         | convertește simbolul                         | convertește simbolul                         | convertește simbolul                         | convertește simbolul                         | 1                       |
|    |                                              |                                              |                                              | n:                                           | începe conversia expresiei închidere Kleene  | începe conversia expresiei închidere Kleene  | începe conversia expresiei închidere Kleene  | începe conversia expresiei închidere Kleene  | începe conversia expresiei închidere Kleene  | (01*(00)*0)*            |
|    |                                              |                                              |                                              |                                              | f:                                           | începe conversia expresiei concatenare       | începe conversia expresiei concatenare       | începe conversia expresiei concatenare       | începe conversia expresiei concatenare       | 01*(00)*0               |
|    |                                              |                                              |                                              |                                              |                                              | e:                                           | convertește simbolul                         | convertește simbolul                         | convertește simbolul                         | 0                       |
|    |                                              |                                              |                                              |                                              |                                              | h:                                           | începe conversia expresiei închidere Kleene  | începe conversia expresiei închidere Kleene  | începe conversia expresiei închidere Kleene  | 1*                      |
|    |                                              |                                              |                                              |                                              |                                              |                                              | g:                                           | convertește simbolul                         | convertește simbolul                         | 1                       |
|    |                                              |                                              |                                              |                                              |                                              | h:                                           | încheie conversia expresiei închidere Kleene | încheie conversia expresiei închidere Kleene | încheie conversia expresiei închidere Kleene | 1*                      |
|    |                                              |                                              |                                              |                                              |                                              | l:                                           | începe conversia expresiei închidere Kleene  | începe conversia expresiei închidere Kleene  | începe conversia expresiei închidere Kleene  | (00)*                   |
|    |                                              |                                              |                                              |                                              |                                              |                                              | j:                                           | începe conversia expresiei concatenare       | începe conversia expresiei concatenare       | 00                      |
|    |                                              |                                              |                                              |                                              |                                              |                                              |                                              | i:                                           | convertește simbolul                         | 0                       |
|    |                                              |                                              |                                              |                                              |                                              |                                              |                                              | k:                                           | convertește simbolul                         | 0                       |
|    |                                              |                                              |                                              |                                              |                                              |                                              | j:                                           | încheie conversia expresiei concatenare      | încheie conversia expresiei concatenare      | 00                      |
|    |                                              |                                              |                                              |                                              |                                              | l:                                           | încheie conversia expresiei închidere Kleene | încheie conversia expresiei închidere Kleene | încheie conversia expresiei închidere Kleene | (00)*                   |
|    |                                              |                                              |                                              |                                              |                                              | m:                                           | convertește simbolul                         | convertește simbolul                         | convertește simbolul                         | 0                       |
|    |                                              |                                              |                                              |                                              | f:                                           | încheie conversia expresiei concatenare      | încheie conversia expresiei concatenare      | încheie conversia expresiei concatenare      | încheie conversia expresiei concatenare      | 01*(00)*0               |
|    |                                              |                                              |                                              | n:                                           | încheie conversia expresiei închidere Kleene | încheie conversia expresiei închidere Kleene | încheie conversia expresiei închidere Kleene | încheie conversia expresiei închidere Kleene | încheie conversia expresiei închidere Kleene | (01*(00)*0)*            |
|    |                                              |                                              |                                              | o:                                           | convertește simbolul                         | convertește simbolul                         | convertește simbolul                         | convertește simbolul                         | convertește simbolul                         | 1                       |
|    |                                              |                                              | d:                                           | încheie conversia expresiei concatenare      | încheie conversia expresiei concatenare      | încheie conversia expresiei concatenare      | încheie conversia expresiei concatenare      | încheie conversia expresiei concatenare      | încheie conversia expresiei concatenare      | 1(01*(00)*0)*1          |
|    |                                              | p:                                           | încheie conversia expresiei închidere Kleene | încheie conversia expresiei închidere Kleene | încheie conversia expresiei închidere Kleene | încheie conversia expresiei închidere Kleene | încheie conversia expresiei închidere Kleene | încheie conversia expresiei închidere Kleene | încheie conversia expresiei închidere Kleene | (1(01*(00)*0)*1)*       |
|    | b:                                           | încheie conversia expresiei reuniune         | încheie conversia expresiei reuniune         | încheie conversia expresiei reuniune         | încheie conversia expresiei reuniune         | încheie conversia expresiei reuniune         | încheie conversia expresiei reuniune         | încheie conversia expresiei reuniune         | încheie conversia expresiei reuniune         | 0\|(1(01*(00)*0)*1)*    |
| q: | încheie conversia expresiei închidere Kleene | încheie conversia expresiei închidere Kleene | încheie conversia expresiei închidere Kleene | încheie conversia expresiei închidere Kleene | încheie conversia expresiei închidere Kleene | încheie conversia expresiei închidere Kleene | încheie conversia expresiei închidere Kleene | încheie conversia expresiei închidere Kleene | încheie conversia expresiei închidere Kleene | (0\|(1(01*(00)*0)*1)*)* |

Un automat determinist minim echivalent este afișat mai jos.

## Relația cu alți algoritmi
Algoritmul lui Thompson este unul din multiplii algoritmi pentru construirea de AFN-uri din expresii regulate; un algoritm mai vechi fusese dat de McNaughton și Yamada. Spre deosebire de cel al lui Thompson, algoritmul lui Kleene⁠(d) transformă un automat finit într-o expresie regulată.
Algoritmul lui Glușkov este similar celui al lui Thompson, cu eliminarea ε-tranzițiilor.